# Basilique Santa Maria Ausiliatrice
La basilique Santa Maria Ausiliatrice (en français : basilique Sainte-Marie-auxiliaire) est une basilique romaine située dans le quartier Tuscolano sur la place homonyme sur la via Tuscolana.

## Historique
L'église construite sur les plans de l'architecte Pallotti de 1931 à 1936, devient une paroisse le 25 mars 1932 allouée aux Salésiens. Elle est le siège depuis 1967 du titre cardinalice de Santa Maria Ausiliatrice in via Tuscolana institué par le pape Paul VI. Elle obtient le titre de basilique mineure le 1er avril 1969.

## Architecture
La façade se compose de trois portails et de deux clochers latéraux. L'intérieur est un plan de croix grecque avec des peintures d'inspiration baroque.

## Sources
- (it) Cet article est partiellement ou en totalité issu de l’article de Wikipédia en italien intitulé « Basilica di Santa Maria Ausiliatrice » (voir la liste des auteurs).